# Delaney Schnell
Delaney Schnell (* 21. Dezember 1998 in Iron Mountain, Michigan) ist eine US-amerikanische Wasserspringerin.

## Erfolge
Delaney Schnell sicherte sich bei den Weltmeisterschaften 2019 in Gwangju ihre erste internationale Medaille, als sie im Kunstspringen vom Zehn-Meter-Turm den dritten Platz hinter den Chinesinnen Chen Yuxi und Lu Wei belegte. Wenige Wochen darauf gewann Schnell bei den Panamerikanischen Spielen in Lima eine weitere Bronzemedaille, diesmal im Synchronspringen vom Zehn-Meter-Turm. Hinter den Duos aus Kanada und Mexiko schloss sie den Wettkampf zusammen mit Amy Cozad auf dem dritten Platz ab.
Bei den 2021 ausgetragenen Olympischen Sommerspielen 2020 in Tokio ging Schnell in zwei Wettkämpfen an den Start. Im Turmspringen zog sie mit 360,75 Punkten als Dritte der Qualifikation ins Halbfinale ein, das sie mit 342,75 Punkten ebenfalls als Dritte beendete. Im Finale erzielte sie 340,40 Punkte, womit sie den fünften Platz belegte. Erfolgreicher verlief dagegen das Synchronspringen vom Zehn-Meter-Turm an der Seite von Jessica Parratto. Bei dem aus fünf Sprüngen bestehenden Wettbewerb gelang ihnen mit einer Gesamtpunktzahl von 310,80 Punkten das zweitbeste Resultat hinter den Olympiasiegerinnen aus China, Chen Yuxi und Zhang Jiaqi, und vor den mit 299,70 Punkten drittplatzierten Mexikanerinnen Gabriela Agúndez und Alejandra Orozco, womit Schnell und Parratto die Silbermedaille gewannen.
2022 gelangen Schnell zwei Medaillengewinne bei den Weltmeisterschaften in Budapest. Mit Katrina Young wurde sie im Synchronspringen vom Zehn-Meter-Turm hinter dem chinesischen Duo Vizeweltmeisterin und gewann außerdem im Mixed-Synchronspringen vom Turm mit Carson Tyler Bronze. Ein Jahr darauf belegte Schnell mit Jessica Parratto im Synchronspringen vom Zehn-Meter-Turm Rang drei und sicherte sich so eine weitere Bronzemedaille.
Schnell studierte bis 2023 an der University of Arizona, für deren Sportmannschaft Arizona Wildcats sie auch im College Sport aktiv und erfolgreich war.